# Eurovisiesongfestival 1960
Het Eurovisiesongfestival 1960 was het vijfde Eurovisiesongfestival en vond plaats op 29 maart 1960 in Londen, Engeland. Het programma werd gepresenteerd door Katie Boyle. Van de 13 deelnemende landen won Frankrijk met het nummer Tom Pillibi, uitgevoerd door Jacqueline Boyer. Dit lied kreeg 32 punten, 25% van het totale aantal punten. De prijs werd uitgereikt door de Nederlandse winnares van 1959, Teddy Scholten.
Met 25 punten werd Verenigd Koninkrijk tweede, gevolgd door Monaco met 15 punten.
Hoewel Nederland het voorgaande jaar de wedstrijd had gewonnen, besloot dat land het festival niet voor een tweede keer in drie jaar tijd te organiseren. Daarom bood het Verenigd Koninkrijk aan het evenement op zich te nemen.
Enkele deelnemers hadden familiebanden met voorgaande deelnemers. Zo was de Engelse zanger Bryan Johnson de broer van Teddy Johnson, die in 1959 het Verenigd Koninkrijk had vertegenwoordigd. De winnares, Jacqueline Boyer, was dan weer de dochter van Jacques Pills, die het jaar daarvoor voor Monaco had meegedaan.

## Puntentelling

### Stemstructuur
Net als vorig jaar had elk land tien juryleden, die elk 1 punt aan een liedje gaven. Stemmen op het eigen land is niet toegestaan.

### Beslissing
De strijd om de zege ging tussen het Verenigd Koninkrijk en Frankrijk. Nadat Zweden als een-na-laatste de punten had doorgegeven was duidelijk dat Frankrijk de winnaar was.
Het Verenigd Koninkrijk moest zelf als laatste stemmen en had 25 punten. Frankrijk had er 27 en kon er alleen maar bij krijgen. Frankrijk werd daarmee het tweede land dat voor de tweede keer het festival won.

### Resultaat
| Plaats | Land                | Artiest          | Lied                       | Punten |
| ------ | ------------------- | ---------------- | -------------------------- | ------ |
| 1      | Frankrijk           | Jacqueline Boyer | Tom Pillibi                | 32     |
| 2      | Verenigd Koninkrijk | Bryan Johnson    | Looking high, high, high   | 25     |
| 3      | Monaco              | François Deguelt | Ce soir-là                 | 15     |
| 4      | Noorwegen           | Nora Brockstedt  | Voi-voi                    | 11     |
| 4      | Duitsland           | Wyn Hoop         | Bonne nuit, ma chérie      | 11     |
| 6      | België              | Fud Leclerc      | Mon amour pour toi         | 9      |
| 7      | Oostenrijk          | Harry Winter     | Du hast mich so fasziniert | 6      |
| 8      | Italië              | Renato Rascel    | Romantica                  | 5      |
| 8      | Zwitserland         | Anita Traversi   | Cielo e terra              | 5      |
| 10     | Denemarken          | Katy Bødtger     | Det var en yndig tid       | 4      |
| 10     | Zweden              | Siw Malmkvist    | Alla andra får varann      | 4      |
| 12     | Nederland           | Rudi Carrell     | Wat een geluk              | 2      |
| 13     | Luxemburg           | Camillo Felgen   | So laang we's du do bast   | 1      |

### Scoreblad
|            |                     | Stemresultaten | Stemresultaten | Stemresultaten | Stemresultaten | Stemresultaten | Stemresultaten | Stemresultaten | Stemresultaten | Stemresultaten | Stemresultaten | Stemresultaten | Stemresultaten | Stemresultaten | Stemresultaten |
| ---------- | ------------------- | -------------- | -------------- | -------------- | -------------- | -------------- | -------------- | -------------- | -------------- | -------------- | -------------- | -------------- | -------------- | -------------- | -------------- |
| Deelnemers | Verenigd Koninkrijk | 25             |                | 1              | 5              |                | 1              | 2              | 3              | 1              | 4              | 5              | 1              | 2              |                |
| Deelnemers | Zweden              | 4              |                |                |                |                |                |                |                |                |                | 1              |                | 1              | 2              |
| Deelnemers | Luxemburg           | 1              |                |                |                |                |                |                |                |                |                |                |                | 1              |                |
| Deelnemers | Denemarken          | 4              | 1              |                | 1              |                |                | 2              |                |                |                |                |                |                |                |
| Deelnemers | België              | 9              |                | 4              |                |                |                |                | 1              |                |                |                | 1              | 3              |                |
| Deelnemers | Noorwegen           | 11             | 1              |                |                | 2              | 1              |                | 1              |                | 4              | 1              |                |                | 1              |
| Deelnemers | Oostenrijk          | 6              | 2              |                |                | 2              | 1              |                |                |                |                |                |                | 1              |                |
| Deelnemers | Monaco              | 15             | 1              |                | 1              | 2              |                |                |                |                | 1              |                | 7              |                | 3              |
| Deelnemers | Zwitserland         | 5              |                |                | 1              |                |                | 1              | 2              |                |                |                |                | 1              |                |
| Deelnemers | Nederland           | 2              |                |                |                |                | 1              |                |                |                |                |                |                | 1              |                |
| Deelnemers | Duitsland           | 11             |                | 1              |                |                | 2              |                | 2              | 2              |                |                |                |                | 4              |
| Deelnemers | Italië              | 5              |                |                | 1              |                | 1              |                |                | 2              |                | 1              |                |                |                |
| Deelnemers | Frankrijk           | 32             | 5              | 4              | 1              | 4              | 3              | 5              | 1              | 5              | 1              | 2              | 1              |                |                |

Deze tabel is gerangschikt volgens opkomen.

## Deelnemers
- België
- Denemarken
- Frankrijk
- Italië
- Luxemburg
- Monaco
- Nederland
- Noorwegen
- Oostenrijk
- Verenigd Koninkrijk
- Duitsland
- Zweden
- Zwitserland

## Terugkerende artiesten
| Land   | Artiest     | Plaats | Eerdere deelname | Plaats toen |
| ------ | ----------- | ------ | ---------------- | ----------- |
| België | Fud Leclerc | 6      | België 1956      | onbekend    |
| België | Fud Leclerc | 6      | België 1958      | 5           |

Siw Malmkvist had het jaar ervoor Melodifestivalen gewonnen, maar toch werd Brita Borg toen gestuurd in plaats van Malmkvist. Dit jaar deed Malmkvist niet mee aan Melodifestivalen, maar mocht ze wel naar het songfestival.
In het Verenigd Koninkrijk waagden Pearl Carr & Teddy Johnson opnieuw hun kans. Het voorgaande jaar eindigden ze 2de voor het land, maar dit jaar lukte het hen niet om door de preselectie te raken. In Denemarken probeerde Gustav Winckler al voor de 3de keer op rij om zich te kwalificeren na zijn 3de plaats in 1957. Solange Berry, die twee jaar eerder Luxemburg vertegenwoordigde, probeerde het nu (tevergeefs) in haar vaderland België.

## Wijzigingen

### Terugkerende landen
- Luxemburg (zie ook Luxemburg op het Eurovisiesongfestival)

### Debuterende landen
- Noorwegen (zie ook Noorwegen op het Eurovisiesongfestival)

### Kaart

Deelnemende landen